# NGC 567
NGC 567 este o galaxie lenticulară situată în constelația Balena. A fost descoperită în anul 1886 de către Francis Leavenworth.